# Château du Vert-Bois
Le château du Vert-Bois est un château situé sur la commune de Bondues dans le département du Nord. Il est inscrit dans un domaine de 60 hectares qui comprend un village artisanal, deux restaurants, le château et son parc. Le parc, d'une cinquantaine d'hectares, comprend des sculptures de Jean de Bologne, Eugène Dodeigne, Jules Paressant et Paul Hémery. Le château lui-même présente des collections de peintures, sculptures, mobilier et orfèvrerie pour la plupart du XVIIIe siècle.

## Historique
En 1602, André de Fourmestraux des Wazières (anobli par le roi d'Espagne le 3 novembre 1623 et créé chevalier par le même roi le 31 mars 1642) épouse Jeanne Deliot. À la suite de cette union, le domaine du Vert-bois à Bondues parvient à la famille de Wazières et leur fils, Jean-André, est pleinement reconnu seigneur du Vertbois lors de l'octroi de sa qualité de chevalier par le roi d'Espagne en janvier 1642,. C'est lui qui, ayant épousé en 1639 Marie de Kessel, fille de Philippe de Kessel, constructeur du château de Wattignies en 1640, fait édifier le premier château du Vert-Bois en 1660 (certains textes citent à tort comme propriétaire historique la famille "Druon de Wazières", mais le nom "Druon" est en fait un prénom, ici celui de l'un des héritiers successifs). Il en reste les bâtiments extérieurs actuels (conciergerie et pigeonnier).
En 1743, son petit-fils, Jean-André, fait édifier le bâtiment principal, de style classique français, folie de l'époque. Il est entouré de douves et de quatre pavillons : le Pavillon de Flore, la Chapelle et les deux Pavillons Chinois.
En 1853, le comte Louis de Wazières (1774-1853) (CL1) meurt et le titre, le château et les terres passent à son fils, le nouveau comte Louis de Wazières (CL2) (1816-1856), Procureur impérial au Tribunal de Boulogne-sur-Mer. Celui-ci décède deux ans plus tard à l'âge de 40 ans. Son fils aîné, âgé de quatre ans, Gaston de Wazières (1852-1881)(CL3), reçoit le titre de Comte. Sur une période très courte et surprenante de 5 années (1856-1861), Gaston et son frère Camille (1853-1920), perdent leurs 2 parents et leurs 4 grands parents. Ils n'ont plus aucun ascendant vivant. Ainsi, en 1861, à l'âge de 9 ans et 7 ans, ils sont placés sous tutelle. La tutelle autorise Louis Duchochois (1808/1892) à devenir locataire des terres fertiles  du château. Il était auparavant simple avoué au tribunal de Boulogne où il croisait souvent le comte Louis de Wazières (CL2). Dès ses 17 ans, en 1869 et jusque 1876, le jeune héritier, Gaston de Wazières, emprunte à son propre fermier Eugène Devemy, des sommes importantes pour les jouer dans des salles de jeu à Lille et à Paris. Il signe des traites gagées sur son héritage.
En 1869, Louis Duchochois, est à la fois locataire des terres et juge de Paix depuis septembre 1854 pour le canton voisin de Tourcoing sud (voir fiche wikipasdecalais). Il avait signé un bail de fermage sur les terres louées par lui aux deux tuteurs du jeune comte, en faveur de son propre gendre, Eugène Devemy (1824-1906), comme simple exploitant agricole. Celui-ci saura tirer le meilleur des terres fertiles de Bondues et ses revenus seront la preuve de sa réussite. Ainsi, en 1875, sa fille Marthe (donc fille d'Eugène Devemy et de Marguerite Duchochois) dispose à 15 ans de revenus suffisants pour faire des achats dans les maisons de vente aux enchères.
Par acte notarié du 19 avril 1876, pour rembourser les emprunts provoqués par ses pertes au jeu, Gaston de Wazières, devenu majeur (24 ans) vend la propriété à son créancier, Eugène Devemy, exploitant de ses terres depuis 1869. En 1879, soit moins de trois ans après l'acquisition du château et des terres, Eugène Devemy marie sa fille Marthe (1860-1937) à Albert Félix Prouvost (1855-1916), fils d'Amédée Prouvost (1820-1885), grand industriel lainier. Par ce mariage, le château du Vert-Bois entre dans la famille Prouvost. De 1939 à 1945, le château est restauré et modernisé pour en faire un lieu de résidence. Il est, aujourd'hui encore, habité par la descendance de la famille.
Le monument fait l’objet d’une inscription au titre des monuments historiques depuis le 17 décembre 1962.

## Galerie

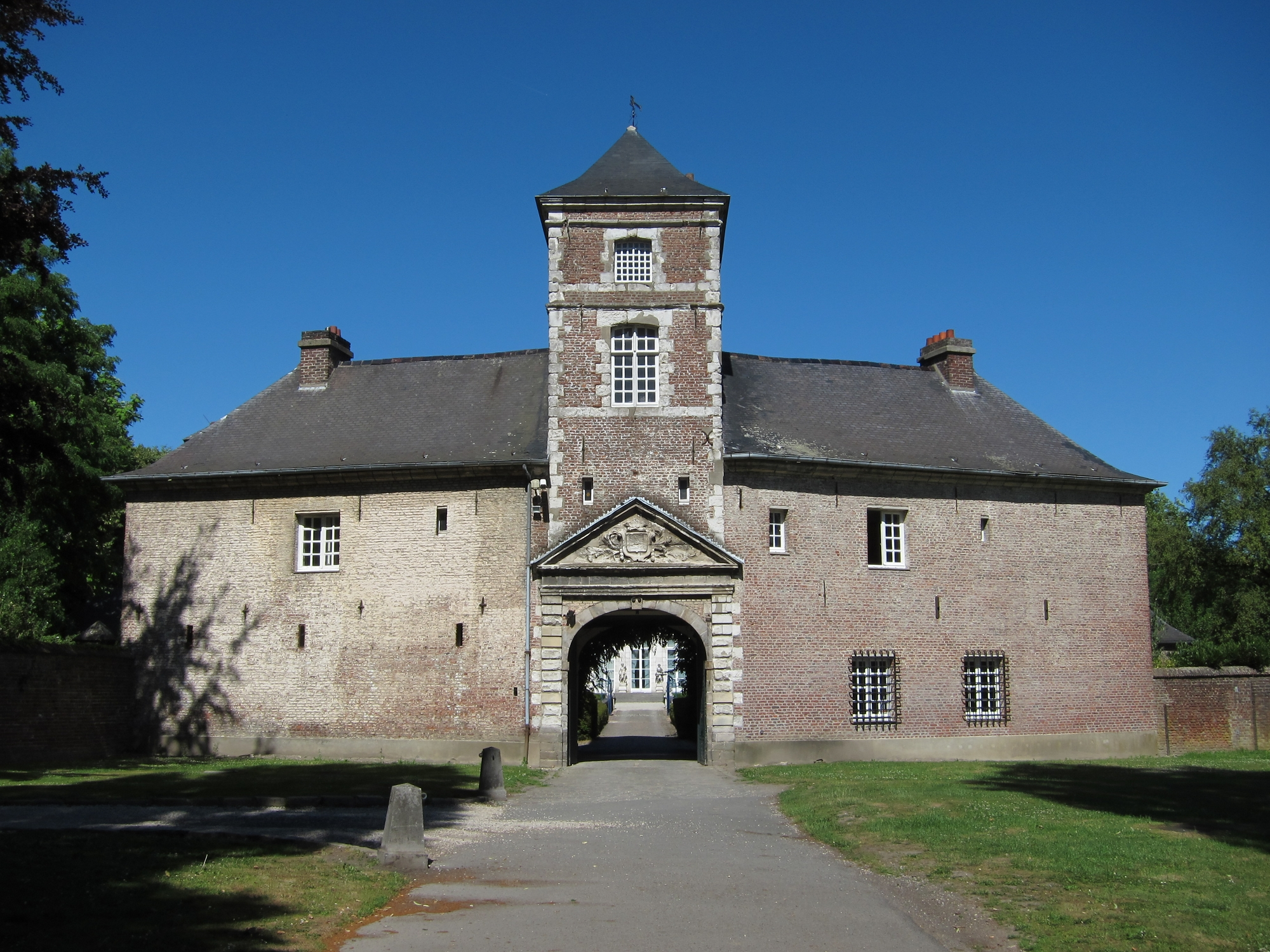
La conciergerie et son pigeonnier
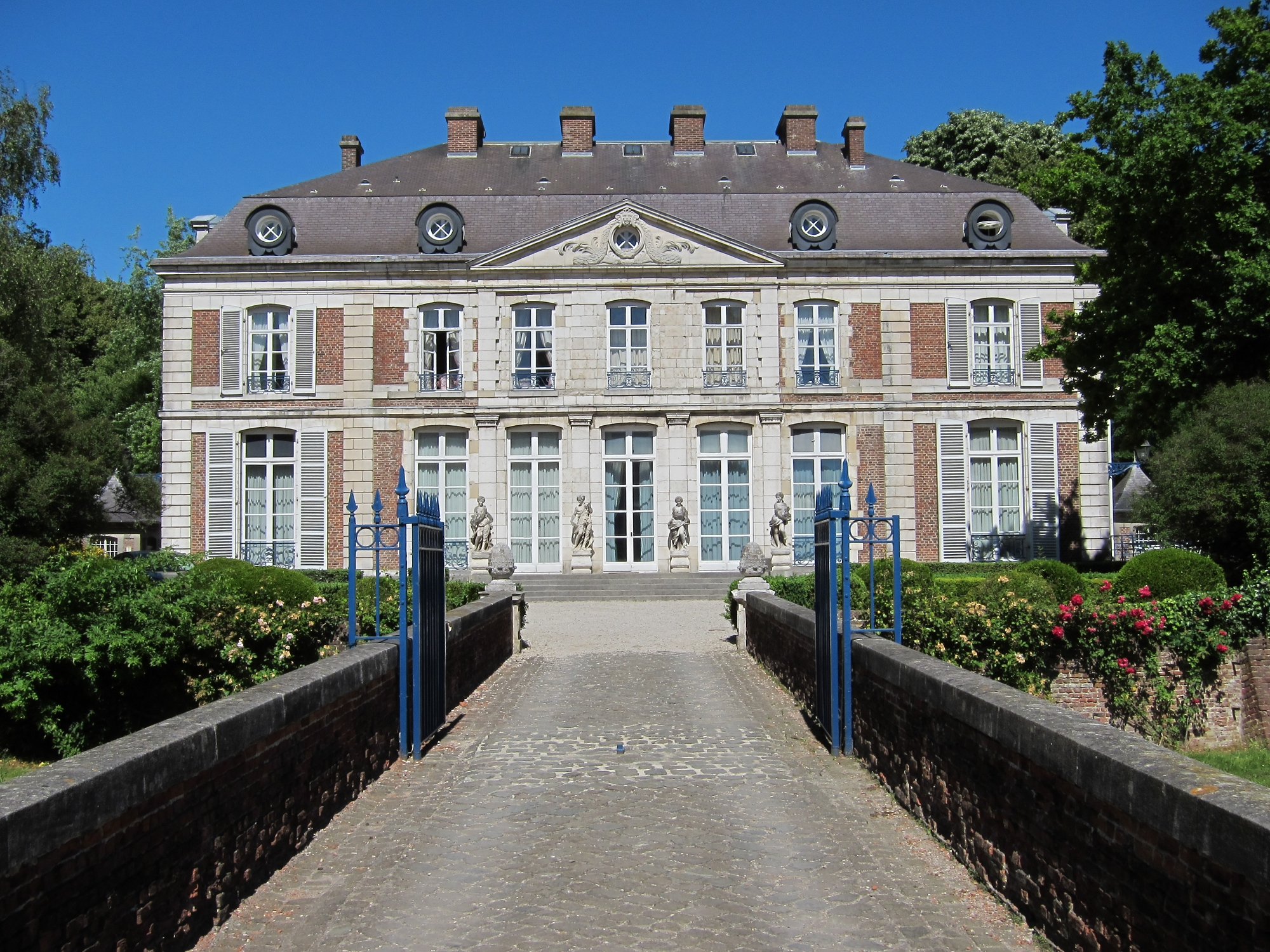
Le château
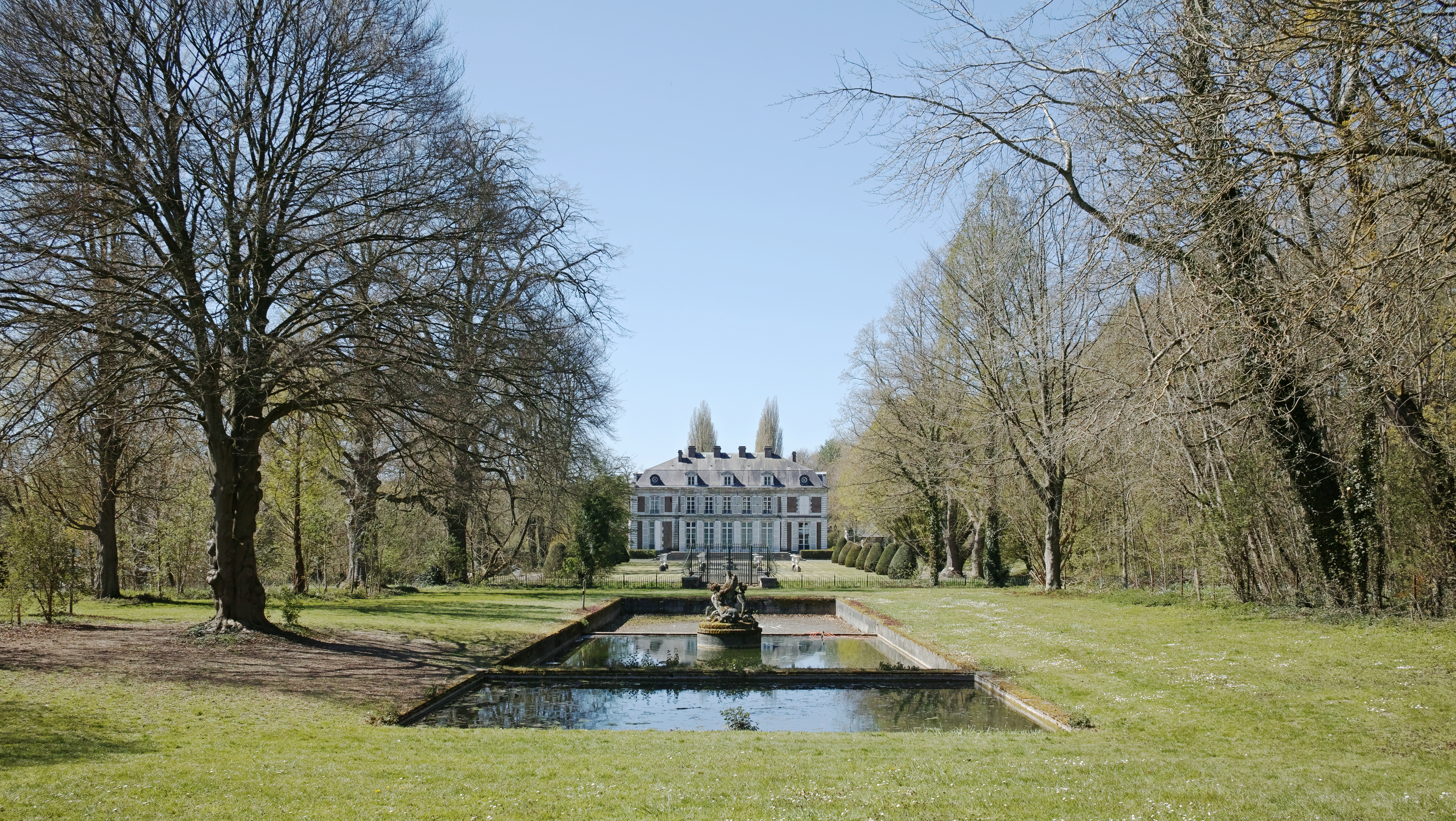
façade sud